# Shuhei Takada
 (novembre 2023).
Si vous disposez d'ouvrages ou d'articles de référence ou si vous connaissez des sites web de qualité traitant du thème abordé ici, merci de compléter l'article en donnant les références utiles à sa vérifiabilité et en les liant à la section « Notes et références ».
Shuhei Takada (高田　周平, Takada Shūhei, né le 3 juin 1985 à Nishinomiya, Hyōgo) est un joueur japonais de baseball évoluant avec l'équipe des Grandserows de Shinano en Ligue défi de baseball en 2008 et 2009. Il a joué auparavant avec Université Soka.

## Statistiques de joueur
| Statistiques de lanceur |           |           |    |    |    |    |    |       |     |      |
| Saison                  | Équipe    | Ligue     | G  | GS | V  | D  | SV | IP    | SO  | ERA  |
| 2008                    | SGS       | BCL       | 24 | 6  | 4  | 8  | 0  | 141,2 | 85  | 2,29 |
| 2009                    | SGS       | BCL       | 27 | 5  | 7  | 9  | 2  | 127,0 | 119 | 2,98 |
| Totaux                  | 2 saisons | 2 saisons | 51 | 11 | 11 | 17 | 2  | 268,2 | 204 | 2,61 |